# CBo Territoria
Pour les articles homonymes, voir CBO.
 (mars 2021).
Si vous disposez d'ouvrages ou d'articles de référence ou si vous connaissez des sites web de qualité traitant du thème abordé ici, merci de compléter l'article en donnant les références utiles à sa vérifiabilité et en les liant à la section « Notes et références ».
CBo Territoria est une société immobilière, créée en 2004, afin de valoriser son patrimoine foncier de plus de 3 000 hectares situé majoritairement sur l’île de La Réunion. Elle est cotée à la bourse de Paris.

## Histoire
CBo Territoria est créée en 2004 dans le but de valoriser son important patrimoine foncier de plus de 3 000 hectares. Ce patrimoine situé sur l’île de La Réunion est détenu en propre à la suite de l'apport en 2005 de la branche d’activité foncière et immobilière de Bourbon (anciennement Groupe Bourbon). Cette réserve foncière rare est issue de la culture de la canne à sucre et de l’industrie sucrière. Elle comprend des terres agricoles, des anciens sites industriels et des espaces urbanisables.
La société a été introduite en bourse sur le marché Alternext le 19 mai 2005 et a depuis un actionnariat totalement indépendant de Bourbon. Le 16 décembre 2011, CBo Territoria a réalisé son transfert pour désormais être cotée sur le marché NYSE Euronext de la bourse de Paris. L'action est éligible au PEA PME.

## Activités
Intervenant principalement sur le foncier qu’elle détient et aménage (plus de 180 ha à fin 2011), CBo Territoria développe des projets immobiliers structurants et stratégiques pour le développement de l’île, comme une nouvelle ville (Beauséjour) des quartiers résidentiels, des quartiers d'affaires, des zones d'activité économique. L'entreprise est présente sur 3 métiers :
- Aménagement : développement d’opérations d’aménagement, en partenariat avec les collectivités locales, afin de rendre les terrains constructibles ;
- Promotion immobilière : construction-vente de logements et terrains à bâtir, locaux commerciaux et d'activité ;
- Foncière : développement d’actifs patrimoniaux détenus et gérés en propre.

Située dans le sud-ouest de l'océan Indien, l’île de La Réunion est un département d'outre-mer français et une région ultra-périphérique de l'Union européenne. C’est un département dynamique avec un PIB en croissance annuelle moyenne de 4,4 % sur la période 1998 à 2008 (contre 2,4 % pour la France métropolitaine) et un besoin de 180 000 nouveaux logements d’ici 2030, l'île étant portée par une forte croissance démographique (1 million d’habitants prévus en 2030 vs 830 000 aujourd'hui[Quand ?]).

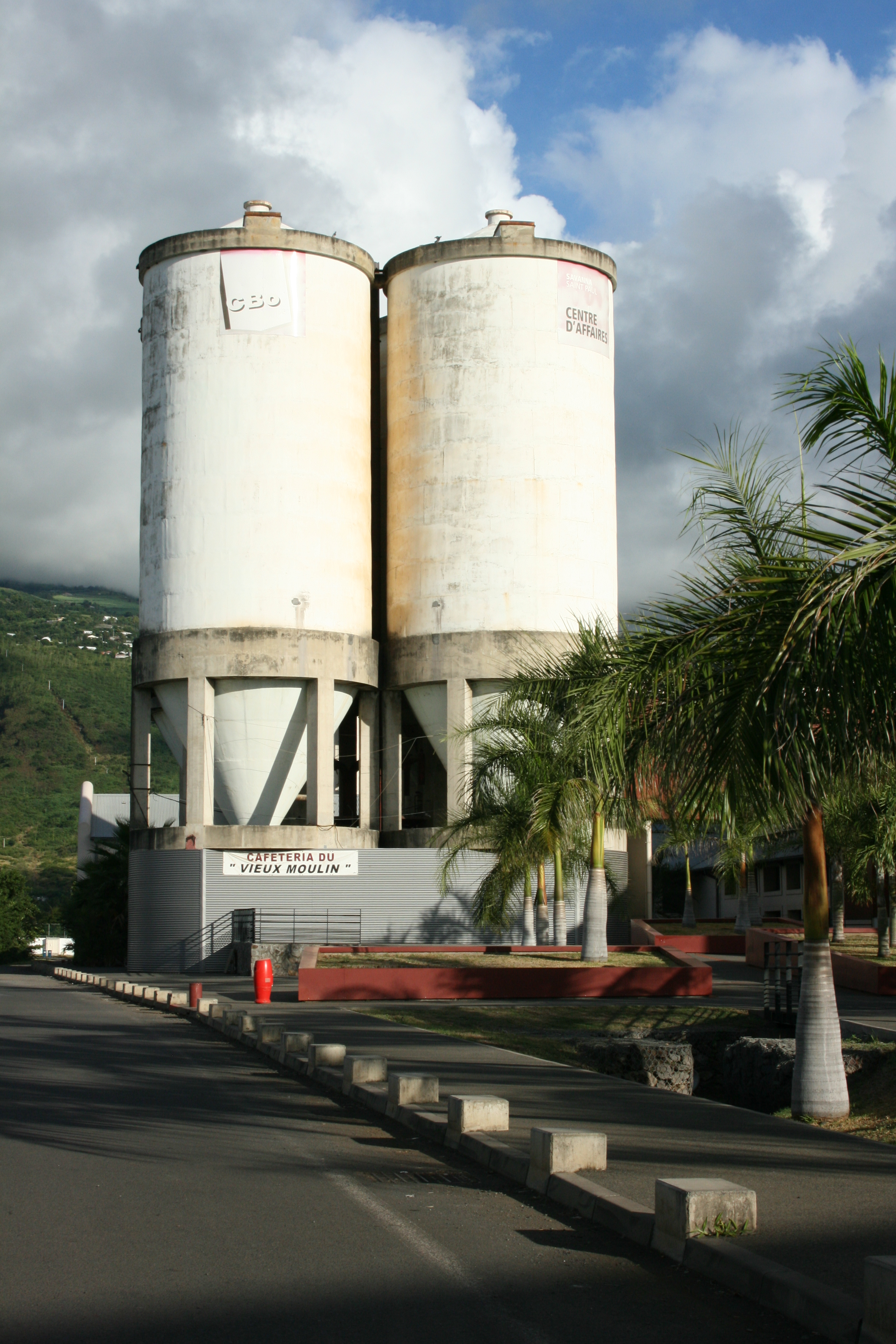
Anciens silos marqués du logo CBo Territoria à Savanna, un site de la commune de Saint-Paul réaménagé par le groupe.

## Actionnariat
Jusqu'en 2013, Jacques de Chateauvieux, issu d'une famille de colons réunionnais, possédait 20 % de la société à travers sa holding Jaccar, étant par ailleurs président de Bourbon. Le 27 août 2013 il vend ses 19,4 % de part qu'il détenait dans CBo Territoria pour les céder à une holding belge, Hendigo, composé de trois hommes d'affaires belges. À cette occasion, le management est monté en puissance et a pu prendre le contrôle d'un peu plus de 5 % du capital. Aujourd'hui, Hendigo est l'actionnaire de référence du groupe. À la suite de cette vente, Jacques de Chateauvieux ne possède plus aucune activité dans l’île de La Réunion.